# إدي ماغواير
إدي ماغواير (بالإنجليزية: Eddie McGuire) هو صحفي ومعلق رياضي أسترالي، ولد في 29 أكتوبر 1964 في Broadmeadows ‏ في أستراليا.

## وصلات خارجية
- إدي ماغواير على موقع IMDb (الإنجليزية)
- إدي ماغواير على موقع قاعدة بيانات الفيلم (الإنجليزية)